# Lubrza, tỉnh Lubuskie
Lubrza (tiếng Đức: Liebenau) là ngôi làng (thị trấn cũ) đóng trụ sở xã Lubrza, huyện Świebodziński, tỉnh Lubuskie, Ba Lan.
Tính đến ngày 31 tháng 12 năm 2019, làng Lubzra có 1.078 nhân khẩu. Ngoài ra, hội đồng làng còn quản lý 2 ấp: Romanówek 45 dân và Chałupczyn 10 dân. Lubrza là điểm du lịch, với các hồ Goszcza, Lubie và Lubrza, gần đoạn phía nam đường vòng Boryszyn của hệ thống phòng thủ Festungsfront Oder-Warthe-Bogen (tiếng Ba Lan: Międzyrzecki Rejon Umocniony -MRU). Sông Rakownik chảy qua làng.
Lubrza được nhắc tên lần đầu trong lịch sử từ năm 1246. Thị trấn hưởng vị thế thành thị từ năm 1319 đến thế kỷ 17 và trong những năm 1857–1946.

## Vị trí
Lubrza nằm trên vùng hồ Lubuskie, hay chính xác hơn là vùng hồ Łagów, thuộc lưu vực sông Obra phần diện tích 3 hồ: Goszcza (48 ha; sâu 20,2 m), Lubie (28,4 ha; sâu tới 35 m) và Lubrza. Cảnh quan quanh làng được định hình trong thế Canh Tân giai đoạn đóng băng Trung Ba Lan và Baltic. Trọng tâm Lubrza có độ cao 74 m so với mực nước biển, rìa đông và nam tiếp giáp với những ngọn đồi băng tích cao tới 130 m, còn rìa bắc giáp thung lũng sông Rakownik khoảng 68–69 m so với mực nước biển.
Về mặt địa lý, Lubrza nằm ở tây Ba Lan, hành chính thuộc tỉnh Lubuskie, ngoại ô phía bắc của vùng đất lịch sử Hạ Silesia, hay thuộc xứ Świebodzin gần biên giới Đại Ba Lan. Làng cách Zielona Góra 52 km về phía bắc, cách Gorzów Wielkopolski 62 km về phía nam. Từ Lubrza đi 9 km về phía nam để đến thị trấn gần nhất là Świebodzin.

## Hợp phần
| SIMC    | Tên        | Loại |
| ------- | ---------- | ---- |
| 0910920 | Chałupczyn | ấp   |
| 0910937 | Romanówek  | ấp   |

## Môi trường

### Khí hậu
Lubrza nằm trong vùng khí hậu Silesia-Đại Ba Lan. Khí hậu ảnh hưởng từ đại dương chiếm ưu thế với biên độ nhiệt độ thấp hơn trung bình. Tổng lượng mưa hàng năm thay đổi trong khoảng 550 mm và 600 mm, hơi cao hơn mức trung bình của tỉnh Lubuskie, nguyên nhân do Lubraza nằm giữa những ngọn đồi băng tích. Gió thổi chủ yếu từ hướng Tây và Tây Bắc. Lubrza có đặc trưng mùa hè ấm áp đến sớm và kéo dài, mùa đông ngắn và ôn hòa.

### Tự nhiên
Hầu hết xung quanh làng là rặng thông bao phủ. Thực vật đa dạng hơn trên các bờ dốc của hồ Goszcza và Lubie, có rừng phòng hộ gồm các loài cây như: sồi Anh, dương hòe, bạch dương bạc, vân sam Na Uy, tần bì Âu, xích dương đen, dẻ gai châu Âu, phong Na Uy, phong sung dâu, anh đào đen, dẻ ngựa, đoạn lá nhỏ, phỉ và trăn châu Âu. Cách Lubrza 2 kilômét về phía nam là khu bảo tồn thiên nhiên Pniewski Ług, nơi có thể nhìn thấy các loài được bảo vệ như gọng vó lá tròn, cỏ than Bagnica torfowa  và cói túi Pterotheca. Gần khu bảo tồn là di tích tự nhiên Krzeczkowskie Bagno được quy hoạch để bảo tồn gìn giữ các nguồn suối với đầm lầy lớn giữa rừng. Di tích tự nhiên thứ hai là cụm sồi rừng "Robert" cách làng khoảng 700 mét trên đường đi Jordanowo. Quanh làng còn phát hiện các loài thực vật có nguy cơ tuyệt chủng như cúc Inula hirta và tiễn thảo Triglochin maritima.

## Lịch sử

### Cổ đại
Vùng đất Lubrza ngày nay đã có con người sinh sống từ thời đại đồ đá mới, khoảng 5.000 năm TCN. Nhờ những bằng chứng tại vùng phụ cận, các nhà khảo cổ học xác nhận Lubrza là nơi sinh sống của cư dân văn hóa Lusatia trong thời đại đồ đồng khoảng 1300-750 TCN. Tại đây cũng có thể thấy rõ ảnh hưởng của văn hóa Przeworsk từ khoảng năm 450 TCN về sau. Có nhiều địa điểm khảo cổ về thời kỳ này quanh làng, chủ yếu dọc theo kênh Niesulicki và xa hơn xuôi  theo dòng Rakownik. Đầu Trung cổ đã có những khu định cư lớn tại phụ cận Lubrza với tàn tích tháp canh quân sự hình nón ở phía bắc làng ngày nay.

### Trung cổ

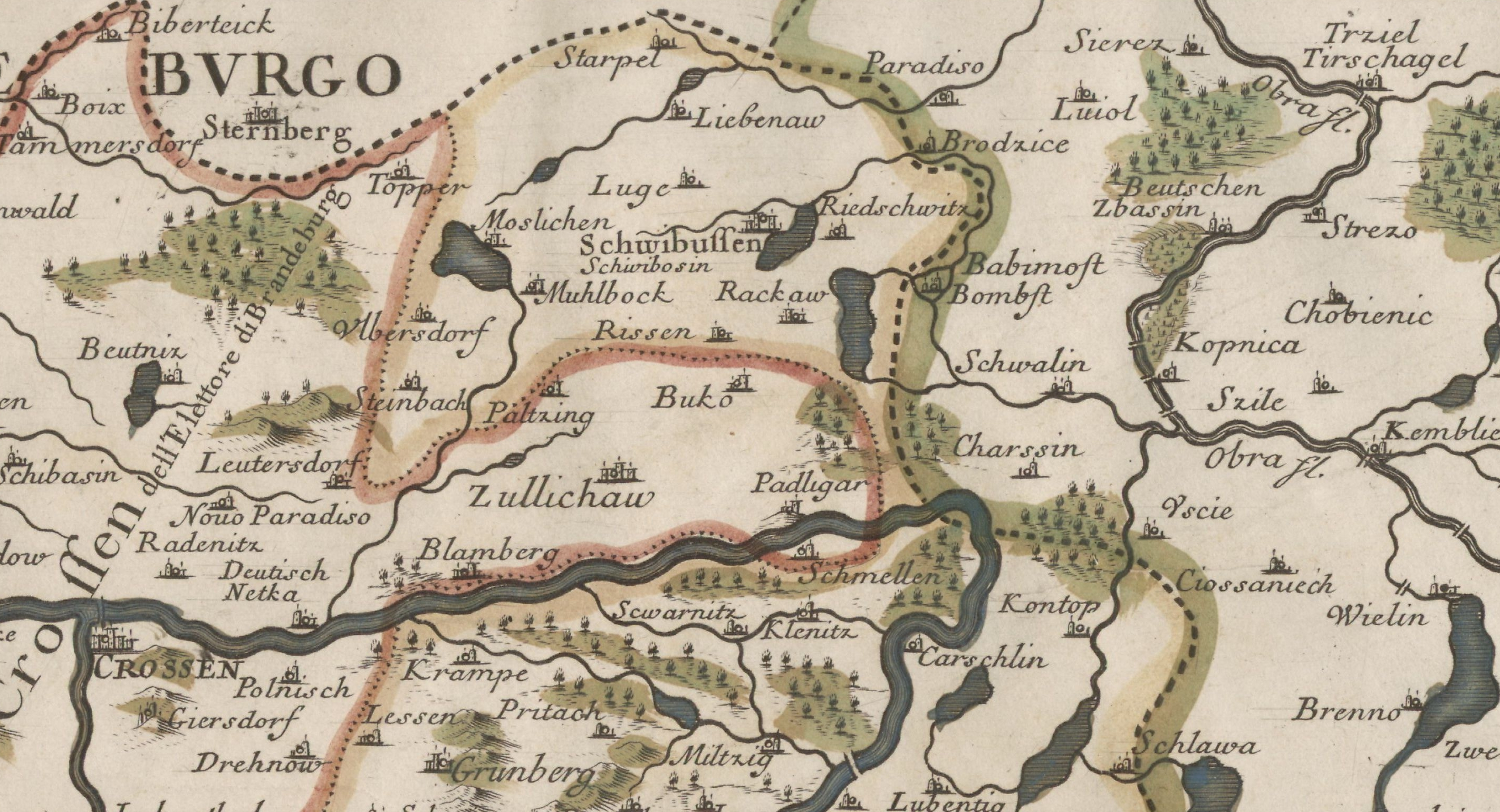
Vị trí Lubrza trên bản đồ Świebodzinski năm 1692

Làng Lubrza được đề cập lần đầu từ năm 1246 nhưng một số nguồn cho rằng đó là thông tin giả mạo. Văn bản chép Przemysł I xác nhận rằng con trai Janusz xứ Widzimia là Komes Boędza nhường lại nơi này cho dòng Xitô từ Paradyż. Thế kỷ 13, Lubrza được biết đến như một khu dân cư phong kiến điển hình, có tòa thành phát triển bên cạnh sản nghiệp tu viện Paradyż. Trong thế kỷ 13 và 14, thị trấn phát triển nhộn nhịp nhờ vào vị trí nằm trên trên tuyến giao thương từ Świebodzin tới Gorzów, cũng như kết nối Frankfurt và Poznań. Thông tin xác chứng đầu tiên là vào năm 1247, liên quan đến quyết định của Giáo hoàng Innôcentê IV tiếp nhận tu viện dòng Xitô từ Paradyż cùng các làng thuộc quyền sở hữu tu viện, trong số đó có Lubrza. Ngược lại, ghi chép năm 1249 đề cập đến việc Boędza dùng 40 grzywna bạc đổi lấy làng Lubrza của tu viện, được các viện phụ Xitô ở Lehnin xác nhận. Năm 1293, con trai Boędza là Jan và Mikołaj ký thỏa thuận từ bỏ quyền sở hữu ngôi làng để nhận của tu viện 210 grzywna, có Przemysł II xác nhận. Dòng Xitô sử dụng đất làng chủ yếu tập trung vào trồng trọt và chăn nuôi, luân canh ba năm. Năm 1312, Lubrza là trung tâm hành chính của một trong các quận thuộc Công quốc Głogów nơi đặt lỵ sở của landvogt (thị trưởng) khi ấy. Quyền sở hữu làng được san sẻ giữa giới hiệp sĩ và tu sĩ Paradyż. Tình trạng này kéo dài đến năm 1322, khi Piotr von Lossow đổi thị trấn và lâu đài ở Lubrza lấy 2 thị trấn nhỏ hơn. Việc trao đổi được Công tước Jan xứ Ścinawa và  Henryk IV (II) Wierny xác nhận năm 1330. Cuối thế kỷ 14 đầu thế kỷ 15, quyền lực dòng Xitô không ngừng được mở rộng ở Lubrza nên thị trấn mất đi tầm quan trọng về chính trị và hành chính thế tục để nhường chỗ cho Świebodzin. Năm 1440, viện phụ Jan mua lại trang viên của Anna Promnitz ở Lubrza với giá 40 mác, gồm cả làng, ruộng canh tác và đồng cỏ. Bộ máy hành chính chính thức được mô tả trong nửa đầu thế kỷ 15. Ngày 20 tháng 9 năm 1482, theo thỏa thuận  Kamieniec Ząbkowicki kết thúc Chiến tranh Kế vị Głogów, Lubrza cùng Świebodzin vẫn thuộc Công quốc Głogów. Nhưng do mất Krosno và Sulechów nên hai nơi này bị bao quanh là các lãnh thổ của Brandenburg và Ba Lan.

### Cận đại

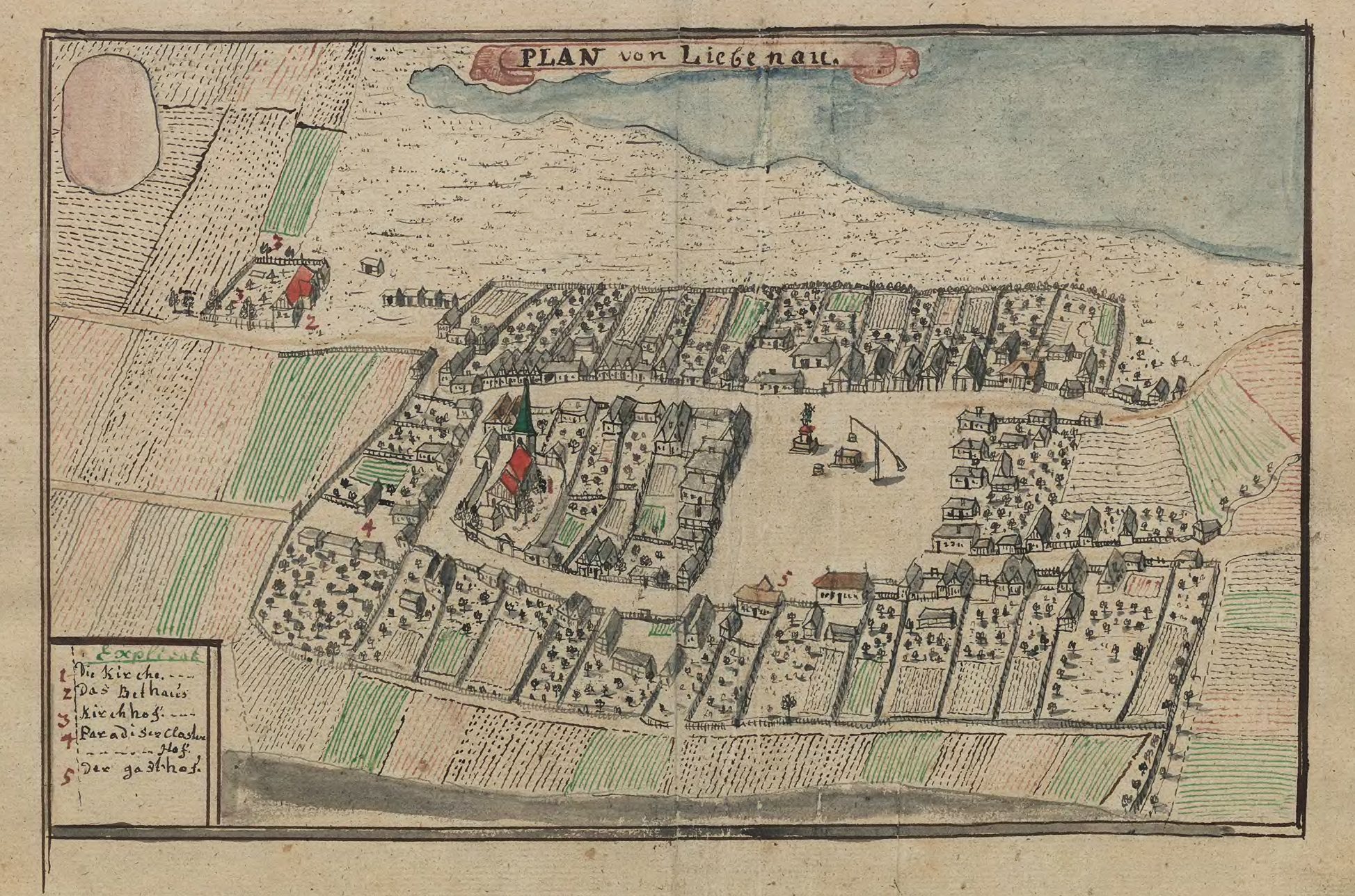
Liebenau, tranh của F.B. Werner trong Topografia oder Prodromus Delineati Silesiae Ducatus năm 1750

Từ năm 1526, thị trấn thuộc nhà Habsburg. Năm 1531, Ferdinand I Habsburg công nhận tất cả đặc quyền trước đây của tu viện Paradyż, giúp củng cố ảnh hưởng tôn giáo tại Lubrza. Thế kỷ 16, Lubrza có nghề làm bia và dệt vải nhưng cùng lúc ấy, thành Świebodzin được phường hội cho phép độc quyền hai sản phẩm này khiến Lubrza mất đi tầm quan trọng. Từ năm 1613, thị trấn có đặc quyền tổ chức ba hội chợ mỗi năm. Năm 1616, hội thợ đóng giày địa phương đã nhận được giấy phép mới. Việc bắt buộc phải tham gia phường hội tại Świebodzin làm hạn chế nghề giết mổ và làm bánh. Nhưng đến thế kỷ 17, Lubrza có những hội thợ thủ công mạnh: thợ đóng giày, thợ rèn, thợ đóng xe và thợ may. Chiến tranh Ba Mươi Năm (1618–1648) làm thị trấn mất vị thế một đô thị nhỏ. Nguyên nhân do thiếu công sự pháo đài bảo vệ nên quân đội đi qua có thể vào cướp bóc. Từ năm 1742, Lubrza thuộc Vương quốc Phổ. Năm 1762 xảy ra cháy lớn, nhưng đây lại là một điểm tích cực để sau đó tái thiết mang lại đặc điểm thành thị nhiều hơn. Thế kỷ 18 cũng chứng kiến thương mại giảm dần vai trò để nhường chỗ cho thủ công nghiệp, một phần đất chợ được dùng để làm nhà ở. Một số ngôi nhà đã được xây bằng gạch. Tại Lubrza có hai trường tôn giáo, hai cối xay gió và một trang trại tu viện. Khi ấy, bố cục Lubrza vẫn nhỏ gọn với quảng trường chợ nằm giữa. Tu viện Paradyż duy trì quyền sở hữu cho đến năm 1810, khi sắc lệnh hoàng gia yêu cầu thế tục hóa tất cả sản nghiệp tu viện ở Phổ. Nhờ đó mà chính quyền thế tục đứng đầu là thị trưởng có toàn quyền trên vùng đất. Sự thay đổi này thúc đẩy thị trấn phát triển hơn. Năm 1824, các mỏ than non được phát hiện trong khi đào giếng. Khai thác than giúp cho Lubrza phát triển kinh tế và gia tăng dân số, lấy lại vị thế thành thị vào năm 1857. Năm 1890 ghi nhận dân số cao kỷ lục 1.303 người. Khi than cạn kiệt thì thị trấn cũng dừng phát triển, một số cư dân chuyển đi đến các thị trấn khác gần đó vẫn đang khai thác mỏ tiếp.

### Hiện đại

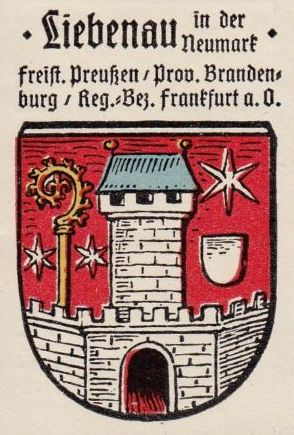
Huy hiệu Liebenau trước chiến tranh

Năm 1933, Lubrza có khoảng 1.250 dân. Con số này giảm xuống còn 1.170 người vào năm 1939 do di cư Ostflucht về miền tây nước Đức. Một số nhà nghiên cứu cho rằng do không nằm trên tuyến đường sắt nên Lubrza từ từ suy giảm. Tháng 4 năm 1941, hai trại lao động RAB-Lager Liebenau I và II thành lập tại Lubrza, dồn tù nhân Do Thái đi xây dựng đường cao tốc gần đó. Cùng một lúc có khoảng 400 lao động cưỡng bức. Đến hè 1942, việc xây dựng bị đình chỉ, tù nhân bị chuyển đến nhà máy giấy tại Kostrzyn nad Odrą. Từ ngày 29 đến 31 tháng 1 năm 1945, tại vùng phụ cận Lubrza, Phương diện quân Belorussia 1 tổ chức chiến đấu nhằm phá vỡ các công sự của Hệ thống phòng thủ Międzyrzecki (tiếng Ba Lan: Międzyrzecki Rejon Umocniony - MRU, tiếng Đức: Festungsfront Oder-Warthe-Bogen hay Ostwall (Bức tường phía đông)). Cuộc tiến công ban đầu của Tập đoàn quân thiết giáp 1 của Liên Xô đánh vào phần giữa Ostwall đã không thành công. Sau hai ngày không có kết quả, chỉ huy Tập đoàn quân 1 quyết định điều quân tập kích phần này từ phía nam. Họ kéo trọng pháo nã vào Tập đoàn cứ điểm Körner và cứ điểm 694 phía bắc Lubrza, Quân đoàn cơ giới cận vệ 8 đánh tập hậu phần giữa Ostwall. Sau đó, Hồng quân không đánh Lubrza mà di chuyển về phía tây bắc để liên hợp với Lữ đoàn Thiết giáp số 44. Đức tập trung lực lượng lớn tại Lubrza. Ngày 1 tháng 2 năm 1945, sau một ngày giao tranh, các đơn vị của Quân đoàn cơ giới cận vệ 11 chiếm được Lubrza. 40% Lubrza bị phá hủy, tỷ lệ tàn phá cao nhất toàn huyện Świebodzinski trước chiến tranh bên cạnh Sulechów. Các địa điểm bị phá hủy gồm nhà thờ Công giáo từ năm 1776, khách sạn, một phần khu dân cư, đặc biệt những nơi gần cứ điểm 694, nhà gỗ thế kỷ 17...

### Thuộc Ba Lan
Sau chiến tranh, Lubrza thuộc về Ba Lan. Do hậu quả chiến tranh và suy giảm dân số nên Lubrza mất vị thế thị trấn vào giữa năm 1946. Vào thập niên 1960, dưới chế độ Cộng hòa Nhân dân Ba Lan, Lubrza khôi phục những yếu tố phát triển du lịch như trung tâm nghỉ 250 giường, bể bơi ở hồ Goszcza và bến du thuyền. Giai đoạn thập niên 1970 đến đầu thập niên 1990 ghi nhận Lubrza là địa điểm du lịch quan trọng. Các tài liệu du lịch thập niên 1980 đều coi Lubrza là một trong những khu nghỉ mát mùa hè được tổ chức tốt nhất Ba Lan. Kế hoạch phát triển được đề ra cho đến sau năm 1990, nhưng vào giữa thập niên 1980, các khoản đầu tư mới vào cơ sở hạ tầng du lịch đã bị ngưng lại.
Từ tháng 2 năm 1945, Lubrza nằm trong Lãnh thổ được phục hồi (gọi là Khu hành chính III - Tây Pomerania). Ngày 25 tháng 9 năm 1945, với tư cách là đơn vị hành chính huyện Sulechowo-Świebodzin, Lubrza nằm dưới sự quản lý của chính quyền tỉnh Poznań. Ngày 28 tháng 6 năm 1946, Lubrza trực thuộc tỉnh Pomerania. Ngày 6 tháng 7 năm 1950, cùng với toàn bộ Świebodzin, Lubrza được sáp nhập vào tỉnh Zielona Góra mới thành lập, cho đến năm 1975. Trong những năm 1954-1972, làng là lỵ sở xã Lubrza. Sau khi phân chia hành chính mới giai đoạn 1975–1998, Lubrza thuộc tỉnh Zielona Góra nhỏ hơn. Từ năm 1999, Lubrza thuộc tỉnh Lubuskie.

## Tên gọi
Trong các nguồn lịch sử, địa danh Lubzra từng được gọi là: Lubrze, Liebenau, Lubenow, Lubnow, Lubizi, Lubinen, Lübenau, Lubna. Tên này thường dẫn xuất từ động từ lubić (thích) trong tiếng Ba Lan, dạng thức tương tự cũng bắt gặp trong tên các thị trấn lân cận khác như Lubikowo, Lubień, Lubniewice, Luboszyce và Lubów. Cũng có nguồn xác nhận tên bằng tiếng Đức Liebenau trước năm 1945 là bắt nguồn từ động từ lieben (yêu). Có thể cái tên này bắt nguồn từ tên gọi Lubusz (tiếng Đức: Lebus) nằm ở tả ngạn sông Oder, trung tâm chính giáo phận Lubuskie, mà từ đó thành tên của cả vùng Lubuskie. Tuy nhiên, các ấn phẩm tiếng Đức trước chiến tranh lại cho rằng tên này bắt nguồn từ hồ Lubie (Lüben See) gần đó.
Nguồn gốc tên gọi cũng được khảo cứu trong truyền thuyết kể về con gái của một ngư phủ Slav tên là Lubrzana.
Trong giai đoạn từ khi kết thúc chiến tranh đến khi có tên hiện tại, một số di dân đến lúc ấy gọi tên nôm na là thị trấn Miłosławek có lẽ do cách dịch tự do từ tên tiếng Đức trước đó. Thậm chí tên Miłosławek thông tục này còn được Văn phòng Hồi hương Nhà nước (tiếng Ba Lan: Państwowy Urząd Repatriacyjny -PUR) ở Świebodzin đưa hẳn vào văn bản năm 1945. Tên hiện tại Lubrza được chính thức đặt vào ngày 12 tháng 11 năm 1946.

## Nhân khẩu học
Dân cư Lubrza trong nhiều thế kỷ được định hình theo nhiều cách khác nhau, tùy thuộc vào thiên tai, điều kiện kinh tế thay đổi hay chiến tranh, tạo ra các cuộc di dân lớn nhỏ tại châu Âu. Trước năm 1743, không có nguồn tư liệu nào ghi chép về dân số Lubrza. Thông tin đầu tiên từ năm 1743 chép có 600 cư dân. Sau đó, con số này giảm xuống 525 người, theo các nhà nghiên cứu là do hỏa hoạn, kinh tế đình trệ cũng như do làng lệ thuộc vào dòng tu Xitô ở Paradyż. Năm 1810, khi Phổ thế tục hóa sản nghiệp tôn giáo, hiện trạng này đã thay đổi, kích thích sự phát triển. Năm 1823, Lubrza có 719 dân.
Dân số gia tăng đáng kể trong những năm 1824–1890 là kết quả của việc phát hiện ra các mỏ than non gần làng năm 1824. Dân số Lubrza đạt đỉnh 1.303 người năm 1890. Nguồn than cạn kiệt làm dân số dừng tăng, kinh tế suy yếu, thợ mỏ bỏ đến vùng xung quanh để tiếp tục khai thác. Năm 1910, dân số Lubrza giảm xuống còn 1.148 người. Trong những năm 1910-1939, dân số ổn định vào khoảng 1.200 người.
Sau Chiến tranh thế giới thứ hai, do thay đổi quốc tịch và cư dân Đức bị di dời, Lubrza trở nên thưa thớt. Ngày 1 tháng 6 năm 1945, di dân Ba Lan đầu tiên đến định cư. Theo sổ đăng ký của Văn phòng Hồi hương Nhà nước, họ đến từ Brzeżany, Czortków, Stanisławów, Tarnopol và Tělnopol. Bị tàn phá do chiến tranh và không có triển vọng phát triển khiến cho Lubrza không thu hút được  di dân Ba Lan khỏi vùng biên giới phía Đông. Theo điều tra dân số năm 1946, Lubrza có 579 dân. Lubrza mất địa vị đô thị và càng trở nên trì trệ hơn nữa. Trong 15 năm từ 1946 đến 1961, chỉ có 32 người đến Lubrza. Trong những năm 1961–1998, dân làng tăng chậm nhưng khá ổn định. Từ đầu thế kỷ 21, dân số có xu hướng tăng nhanh (lên tới 1.078 người vào năm 2019), phần lớn là do sự phát triển nhà ở một hộ gia đình tại Lubrza cũng như dân chuyển đến từ các thị trấn lân cận.
Biểu đồ dân số Lubrza qua các năm:

## Chính quyền

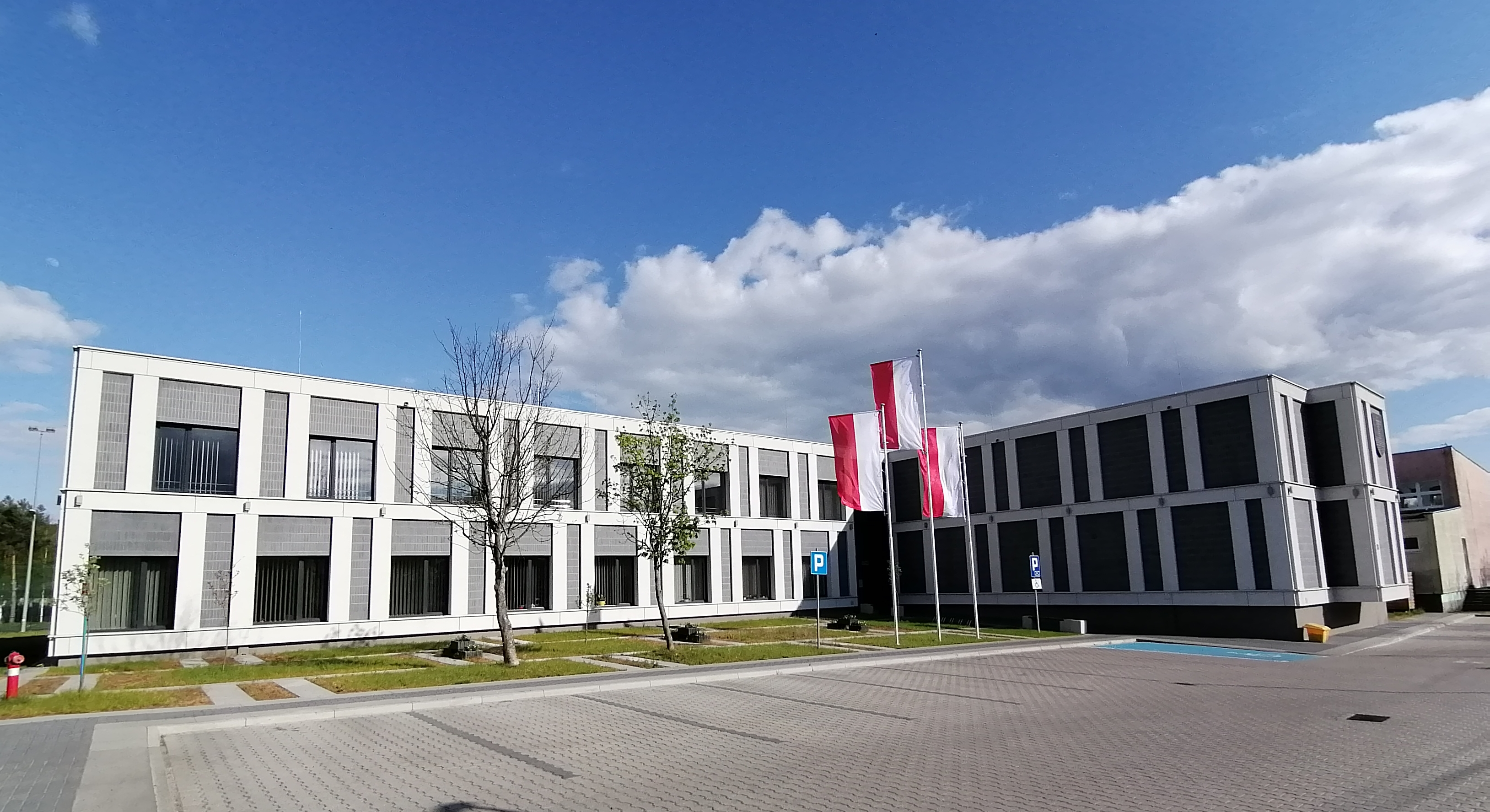
Trụ sở Văn phòng xã ở Lubrza

Lubrza là lỵ sở xã nông thôn (gmina). Theo Luật chính quyền địa phương năm 1990, xã trưởng (wójt) có quyền hành pháp, còn Hội đồng xã ra quyết định và kiểm soát. Hội đồng gồm 15 ủy viên bầu ra một chủ tịch.
Ngoài ra, Lubrza còn có một hội đồng làng, hoạt động trên cơ sở quy chế có trong phụ lục nghị quyết Hội đồng xã Lubrza số XII/83/2003 ngày 15 tháng 12 năm 2003.

## Kinh tế
Lubrza có nền kinh tế đa dạng, chiếm ưu thế là các ngành dịch vụ, bao gồm: cửa hàng, tiệm sửa xe, phòng thu âm, công ty xây dựng, hiệu thuốc, bán hàng thủ công, dịch vụ thợ khóa, phòng khám thú y và chi nhánh ngân hàng hợp tác xã từ Krosno Odrzańskie. Phòng du lịch giữ vai trò quan trọng, đứng ra tổ chức chèo thuyền trên sông Rakownik, con sông này cũng được độc giả báo Gazeta Lubuska bầu chọn là kỳ quan thứ 7 của tỉnh Lubuskie vào năm 2008. Ngoài ra, Lubrza còn có 2 trung tâm giải trí, cho thuê thiết bị dưới nước, các công ty tổ chức giải trí (tham quan cơ sở MRU, ăn uống và cho thuê chỗ ở). Về nông nghiệp, có hai trang trại chăn nuôi gia cầm và một tổ hợp ao cá ở phía bắc ngoài làng.

## Cơ sở hạ tầng

### Giao thông

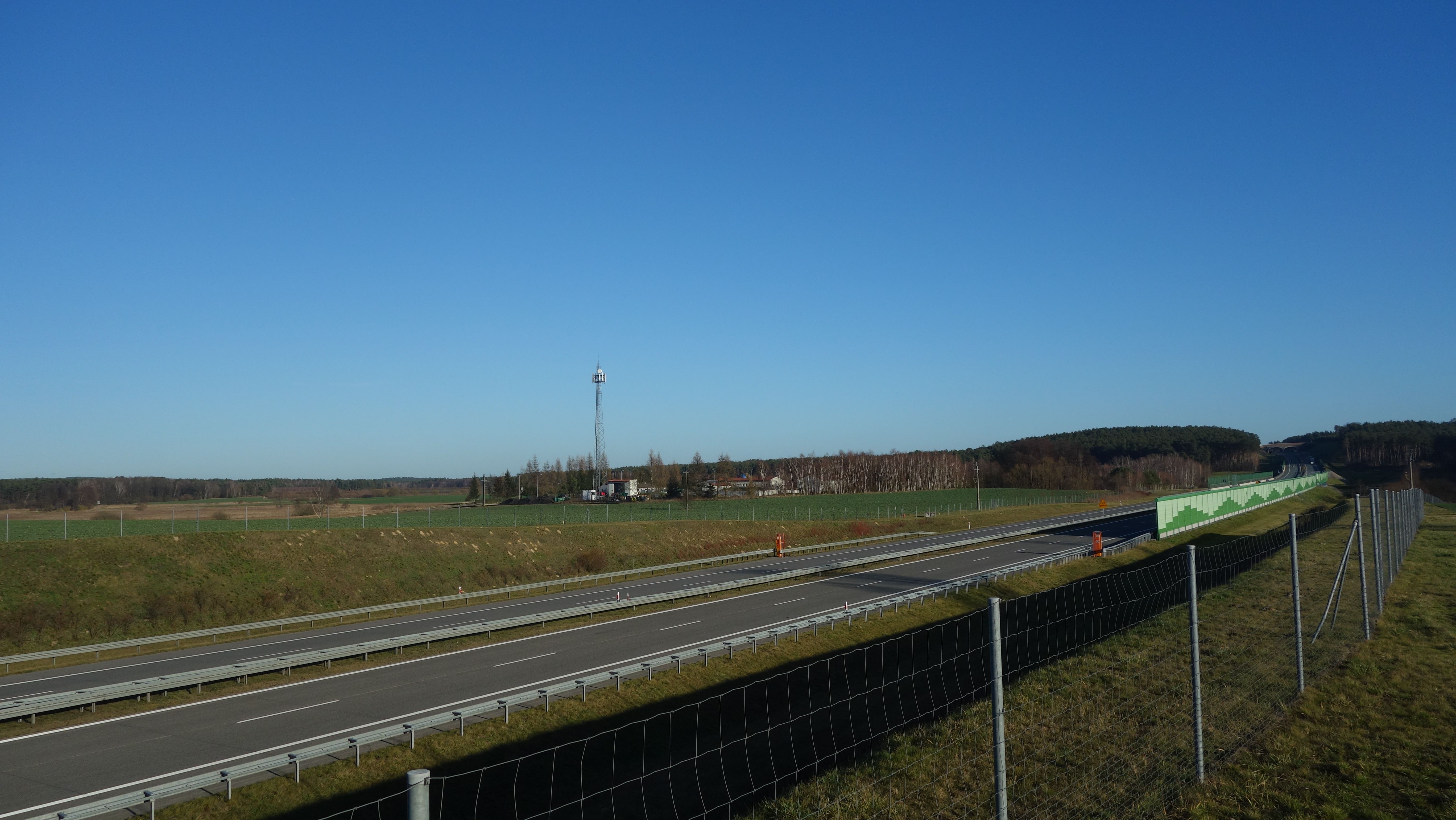
Đường cao tốc A2 đoạn qua Lubrza, phía sau là nhà máy xử lý nước thải

Có hai bến xe buýt tại Lubrza, tuyến xe do PKS Zielona Góra phục vụ. Hầu hết các tuyến xe đều kết nối với Świebodzin.
Ga đường sắt gần nhất nằm ở Świebodzin. Có các trạm dừng (ga xép) gần hơn ở Wilków và Mostki, nhưng tàu tốc hành chỉ đỗ ở ga Świebodzin.
Đường cao tốc A2 chạy gần rìa bắc Lubrza. Muốn lên đường cao tốc phải đến ngã ba Jordanów cách khoảng 15 km về phía đông. Đường cao tốc S3 có lối xuống cách lối vào Świebodzin khoảng 9 km về phía đông nam. Gần nhất có sân bay Zielona Góra-Babimost tại Nowy Kramsko cách Lubrza 36 km.

### Hạ tầng kỹ thuật
Mạng lưới truyền tải điện đến Lubrza do Enea SA giám sát. Lubrza có nhà máy xử lý nước thải riêng với công suất 960 m³/d, nhận toàn bộ nước thải của xã Lubrza. Hệ thống thoát nước trong làng giúp cải thiện chất lượng nước các hồ xung quanh Lubrza. Lubrza cũng có hệ thống cung cấp nước riêng. Hệ thống đường dẫn khí đốt do EWE Energia có văn phòng đăng ký ở Międzyrzecz cung cấp.

### Bảo vệ
Lubrza sở hữu Đội cứu hỏa tình nguyện được trang bị các thiết bị chuyên dụng như xe cứu hỏa Mercedes Benz Atego 2011 và Iveco Eurocargo 150-320 đời 2019. Từ tháng 7 năm 2015, Đội cứu hỏa tình nguyện Lubrza được biên chế vào Hệ thống cứu hộ và cứu hỏa quốc gia Ba Lan.
Ngôi làng nằm dưới sự quản lý của Phòng Cảnh sát huyện đặt tại Świebodzin. Trước thập niên 1990, làng có bưu điện độc lập nhưng bị giải thể khi tái tổ chức. Nhà ga cũ cũng được sửa chữa để phục vụ mục đích dân sự. Đội Phòng vệ dân sự cũng hoạt động tại Văn phòng xã Lubrza.
Đơn vị quân đội gần nhất là Lữ đoàn cơ giới 17 đóng tại Międzyrzecz.

### Y tế
Trung tâm Y tế xã là cơ sở y tế duy nhất tại Lubrza. Được cải tạo vào năm 2015 và 2019, nơi đây có phòng khám y học gia đình và nha khoa. Cả hai phòng khám này đều tư vấn y tế miễn phí nhờ vào Quỹ Y tế Quốc gia.

### Bảo vệ môi trường
Phân loại chất thải được thực hiện ở Lubrza, sau đó chuyển đến Cơ sở xử lý chất thải đô thị khu vực "Wexpool" ở Dąbrówka Wielkopolska. Làng có hệ thống xử lý nước thải đổ ra sông Rakownik. Trang trại và ao cá sản sinh một lượng đáng kể các chất ô nhiễm sinh học tạo ra mối đe dọa tiềm ẩn với môi trường tự nhiên ở Lubrza. Chất lượng không khí kém do phát thải các chất ô nhiễm từ lò sưởi các nhà đốt bẳng củi hoặc than.
Một vấn đề khác là đường cao tốc A2 gần đó được đưa vào sử dụng năm 2012. Theo Thanh tra Bảo vệ Môi trường tỉnh ở Zielona Góra, đường cao tốc góp phần gia tăng lượng nitơ dioxide vượt chuẩn trong không khí. Ngoài ra còn có ô nhiễm tiếng ồn do xe cộ tham gia giao thông trên đường cao tốc tạo ra.

## Kiến trúc

### Di tích

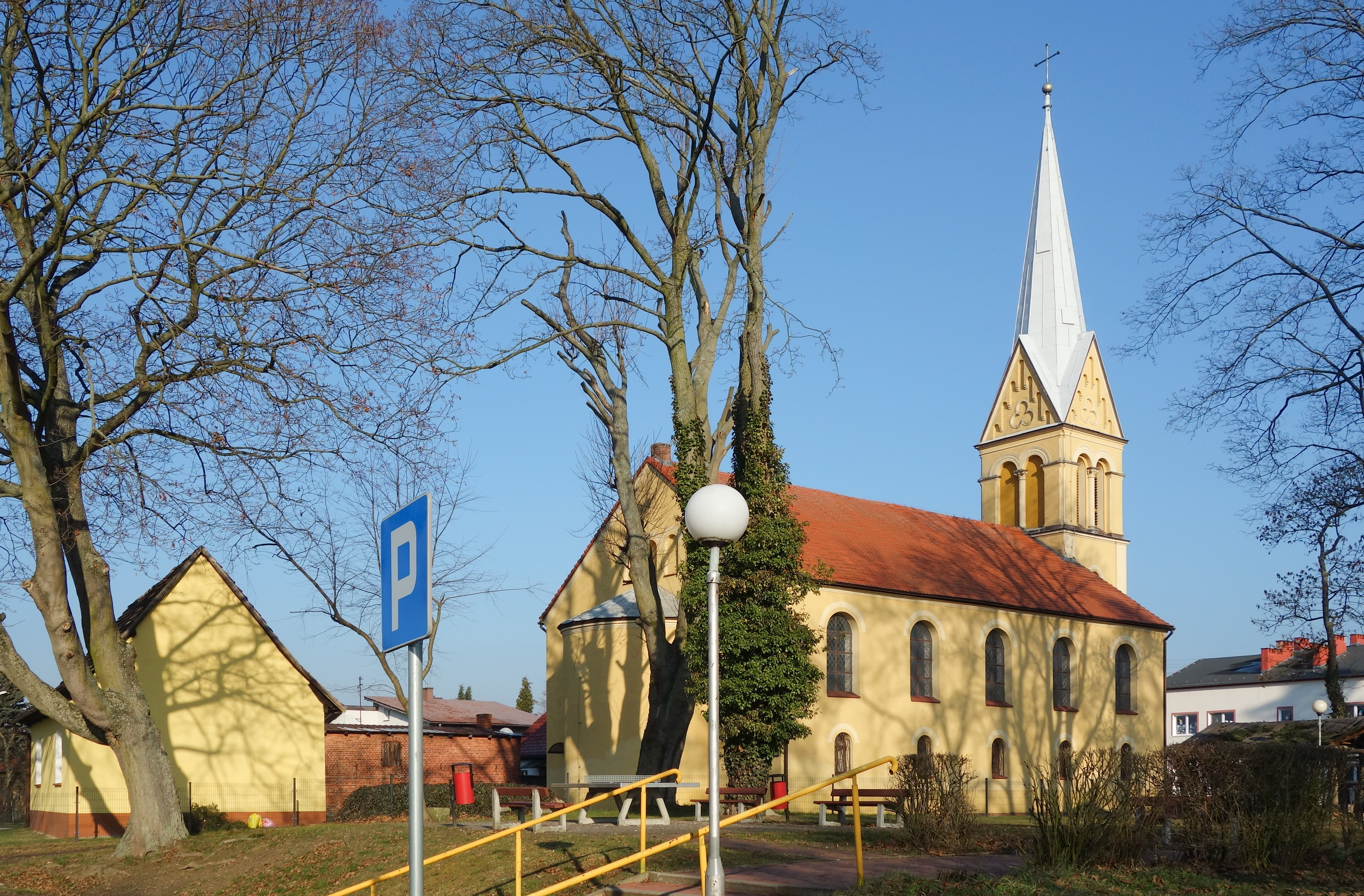
Nhà thờ giáo xứ Thánh Gioan Tẩy Giả

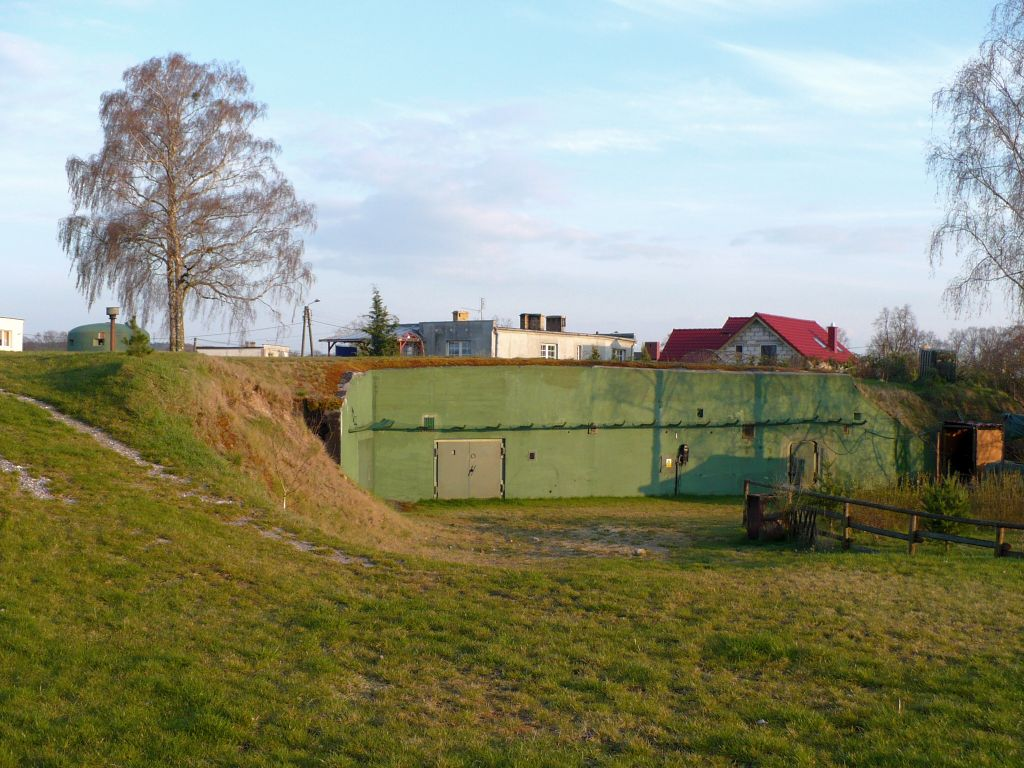
Boongke cứ điểm 694 sửa chữa lại nằm phía bắc cuối làng

Danh sách nằm trong sổ đăng ký di tích văn hóa quốc gia cấp tỉnh:
- Nhà thờ Công giáo Thánh Gioan Tẩy Giả xây dựng từ năm 1848 bằng gạch theo phong cách Tân Romanesque, là nhà thờ giáo xứ.[62]

Sổ đăng ký di tích địa phương về Lubrza thông qua ngày 30 tháng 5 năm 2017 cũng ghi nhận danh sách sau:
- Nhà số 21, 25, 30, 40, 46, 50, 59 và 68 đường Świebodzińska từ cuối thế kỷ 19 và đầu thế kỷ 20.[91]
- Nhà số 2, 11a–11b, 13, 16, 17 và 19 đường 3 Maja (3 tháng 5) từ cuối thế kỷ 19 và đầu thế kỷ 20.[92]
- Nhà số 3 đường Klasztorna từ nửa đầu thế kỷ 19.[93]
- Nhà số 1 đường Zamkowa từ nửa đầu thế kỷ 19.[94]
- Nghĩa trang Công giáo từ cuối thế kỷ 19 tại đường Świebodzińska và 3 Maja bị đóng cửa. Sau Chiến tranh thế giới thứ hai, hầu hết các bia mộ cũ bị phá hủy nên chính quyền Ba Lan cho dỡ bỏ và dân Ba Lan mới đến được chôn tại đó. Hiện chỉ còn một số mộ người Đức từ trước chiến tranh. Cho đến tận thập niên 1960 vẫn còn giữ được tàn tích nhà thờ Baroque từ năm 1776 dù bị hư hại trong chiến tranh.[62] Nhưng rồi nhà thờ bị phá dỡ để tránh gây nguy hiểm nhưng lời kể các nhân chứng lại cho rằng hiện trạng lúc ấy vẫn có thể trùng tu. Từ năm 1997, móng cũ nhà thờ vẫn còn thấy dưới lớp đất, các linh mục đặt một bàn thờ ngoài trời tại đó. Quanh nghĩa trang là bức tường gạch có từ trước chiến tranh.[95][96]
- Khu làng trung cổ với di tích tháp canh[97] nằm trên đồi phía sau các tòa nhà ở phố Zamkowa.[98] Năm 2016, chủ đất muốn san bằng khu này, khi đó lộ ra phần móng tháp canh và cơ quan bảo tồn di tích tỉnh đã can thiệp để giữ lại cũng như tiến hành bảo vệ chống hư hại thêm.[99][100]
- Đập chặn 709 và khóa nước 708 thuộc Khu vực phòng thủ Międzyrzecz. Hệ thống này có thể nhanh chóng đưa nước từ hồ Goszcza và Lubie để tạo ra hồ nước lớn ở phía trước công sự "Körner".[62][101][102]

Các địa điểm khác được gmina Lubrza liệt kê nhưng không thuộc đối tượng cần bảo vệ:
- Cối xay từ thời trung cổ,[29] hiện được chỉnh sửa cho phòng thu âm sử dụng. Trong quá trình tôn tạo, các chi tiết cũ đã bị thay thế.[62]
- Tượng đài trưng bày xe tăng PT-76 ở giữa quảng trường Wdzięcznośc (Tri ân). Trước thập niên 1990, nơi đây đặt một khẩu pháo tự hành SU-76 nhưng do có giá trị lịch sử nên được chính quyền xã tặng cho Bảo tàng quân đội Ba Lan ở Warszawa. Một khẩu pháo kéo 76 ly được đưa vào thế chỗ nhưng ngay sau đó cũng được thay bằng xe tăng lội nước hạng nhẹ PT-76 như hiện nay.[62]
- Cứ điểm số 694  do tư nhân quản lý. Kiến trúc được xây dựng năm 1935, bị phá hủy trong chiến tranh, nay phần lớn đã được phục chế. Vị trí này từng dùng để phòng vệ tuyến đường qua Lubrza, đập 709 và khóa nước 708.[43]

### Bố cục

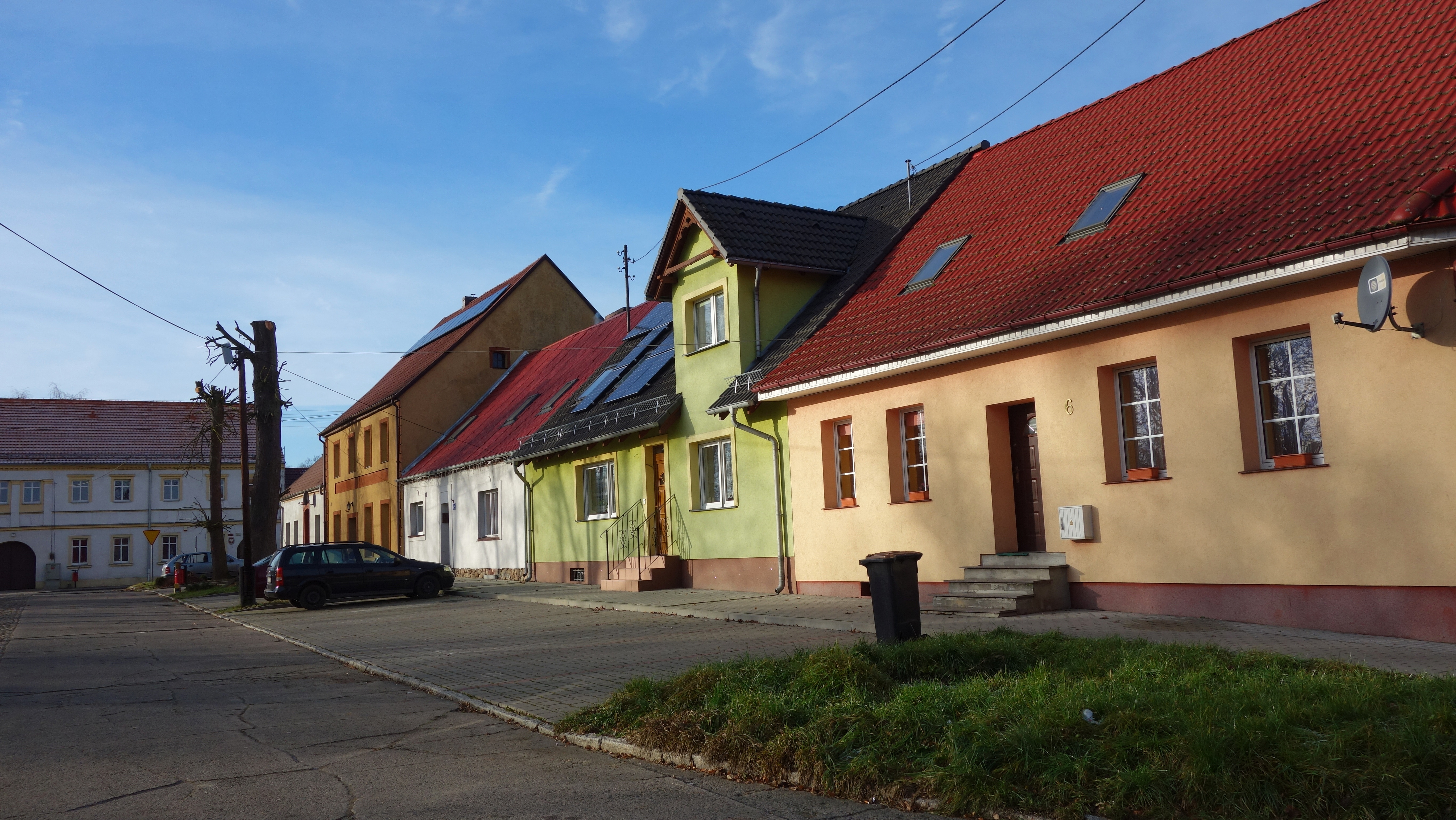
Mặt bắc quảng trường ở Lubrza

Bố cục Lubrza là ví dụ điển hình về phức hợp đô thị trung cổ trên tuyến Świebodzin nối Międzyrzecz (nay là phố Świebodzińska). Ở vị trí trung tâm là quảng trường vốn là khu họp chợ, nay có tên Wdzięczności (Tri ân). Các nhà cổ bằng gạch cuối thế kỷ 19 và đầu thế kỷ 20 tọa lạc tại các đường phố: Świebodzińska, 3 Maja, Zamkowa, Klasztorna và Krzywa. Cách làng vài chục mét về phía tây là hồ Goszcza. Đầu làng phía nam đi đến hồ Lubie, còn đầu bắc là hồ Lubrza.

## Văn hóa
Tại Lubrza còn có thư viện cộng đồng, trung tâm văn hóa xã với nhà biểu diễn văn nghệ 149 chỗ ngồi, hoạt động từ năm 2018. Các sự kiện văn hóa quan trọng nhất ở Lubrza là kỷ niệm Ngày Hiến pháp 3 tháng 5 với ban nhạc kèn đồng biểu diễn tại Trung tâm văn hóa xã, và Đêm Hoa súng là sự kiện ngoài trời năm 2000–2010 thu hút tới 10.000 người tới xem đêm ca nhạc với các ngôi sao trình diễn. Sau năm 2010, chính quyền xã quyết định sự kiện này chỉ gói gọn trong phạm vi địa phương. Trong các năm 2014-2019, Lubrza tổ chức Liên hoan Bài ca người lính "Złoty Nenufar" (Hoa súng vàng).
Năm 1864, bác sĩ phẫu thuật người Đức Alexander Tietze ra đời tại Lubrza, ông là người mô tả những triệu chứng mà ngày nay gọi là hội chứng Tietze.

## Giáo dục
Có hai cơ sở giáo dục ở Lubrza:

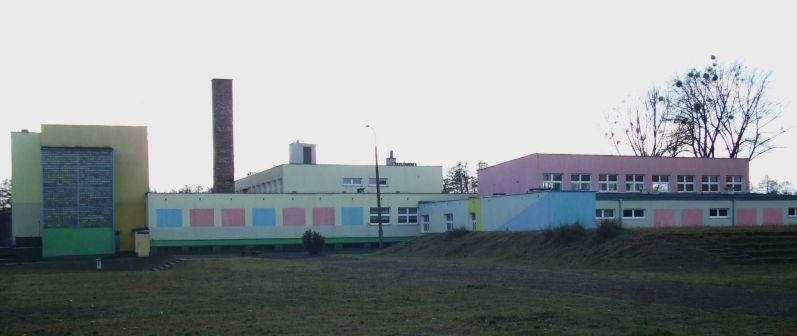
Trường tiểu học công lập ở Lubrza

- Trường tiểu học công lập Arkady Fiedler,[111] niên khóa đầu tiên vào ngày 4 tháng 9 năm 1945.[112] Hiện nay, trường nhận học sinh từ các thị trấn đến học là Boryszyn, Bucze, Buczyna, Nowa Wioska, Staropole và Zagaje.[113] Nằm trong chương trình Trường học Thiên niên kỷ Szkoła tysiąclecia, tòa nhà trường tiểu học được đưa vào hoạt động ngày 1 tháng 9 năm 1983.[114]
- Trường mẫu giáo tư thục.[115]

## Du lịch

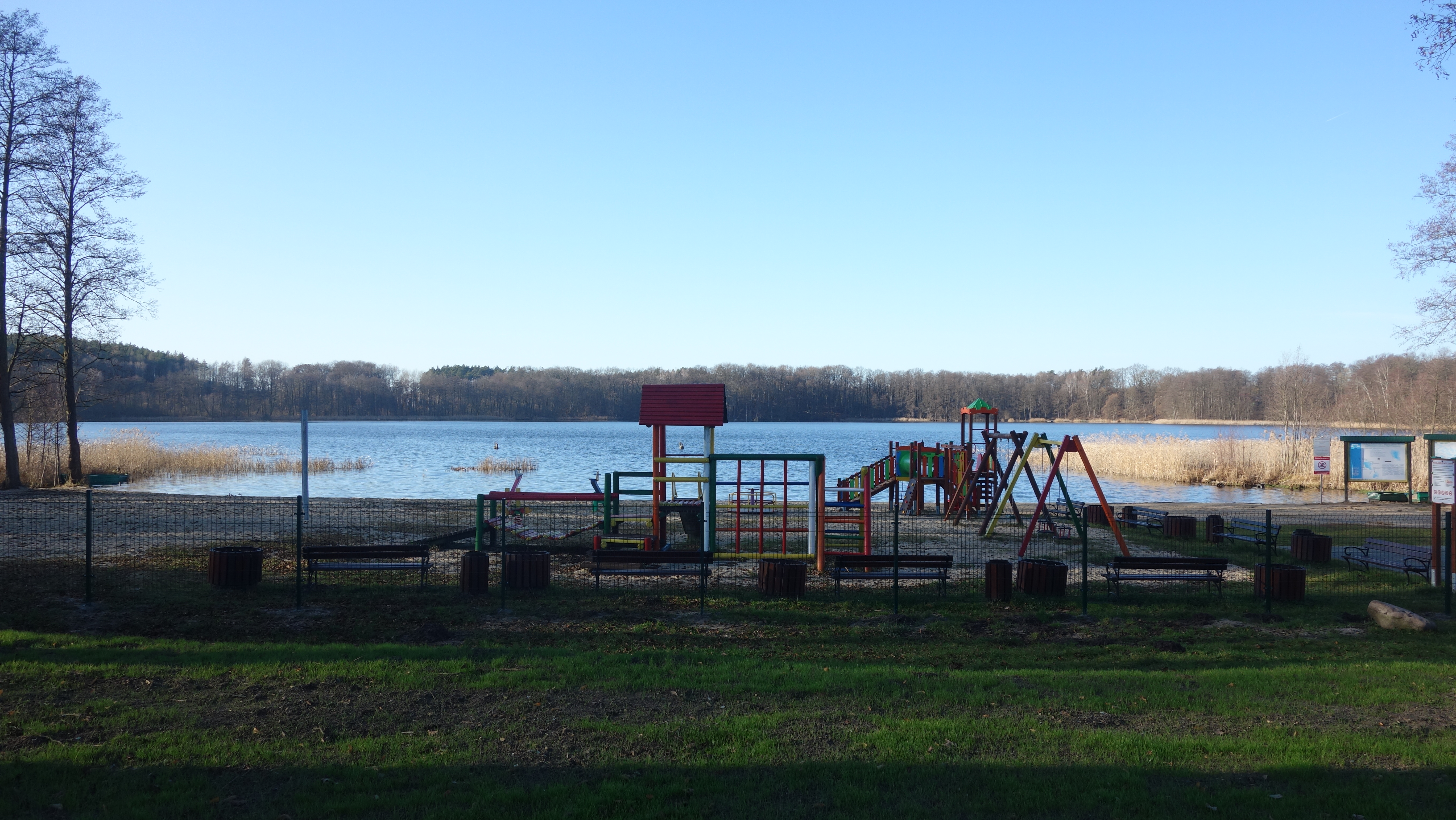
Bờ hồ Goszcza từ phía bờ

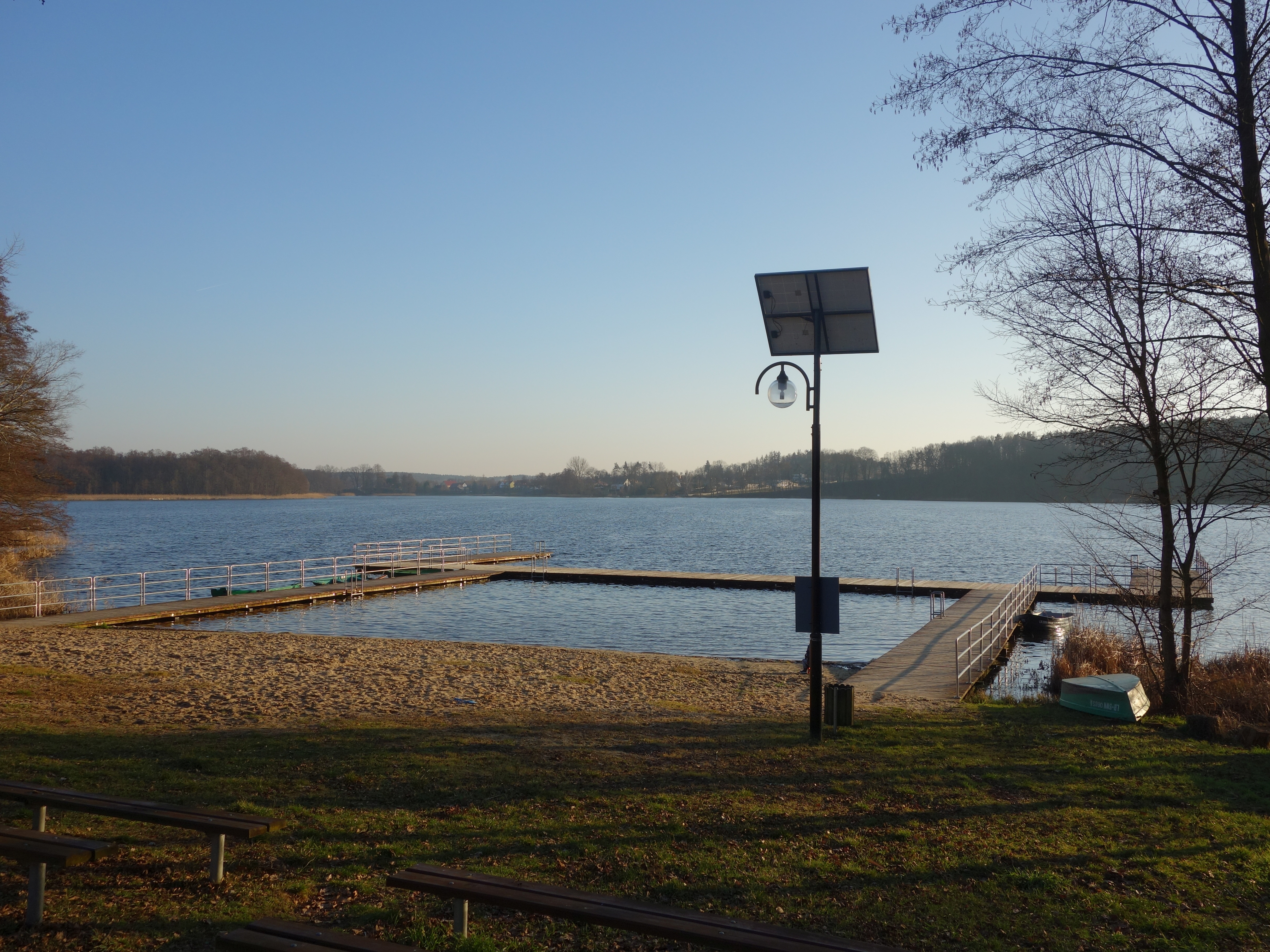
Bờ hồ Goszcza từ phía hồ

Lubrza có tiềm năng du lịch từ trước Thế chiến II. Với khí hậu ôn hòa, trạm khí hậu được đặt tại Lubrza. Nhiều tấm bưu thiếp trước chiến tranh chụp cảnh vật Lubrza vẫn tồn tại đến ngày nay. Toàn bộ cơ sở hạ tầng du lịch bị phá hủy trong chiến tranh và không được dân Ba Lan đến định cư xây dựng lại sau chiến tranh.
Phải đến thập niên 1960, du lịch ở Lubrza mới phát triển trở lại với việc xây dựng các khu nghỉ dưỡng đầu tiên. Hiện tại, Lubrza có hai trung tâm giải trí đang hoạt động (tổng cộng 320 giường), hơn một chục nhà nghỉ tư nhân (khoảng 100 giường) và trại hè dành cho các vận động viên trẻ do chính quyền địa phương tổ chức trong trường học. Vào mùa hè cũng có bốn cơ sở phục vụ ăn uống.
Giá trị du lịch của Lubrza gồm: vị trí nằm giữa ba hồ, khí hậu ôn hòa, bờ hồ Goszcza, lặn hồ Lubie sâu, đồi băng tích dốc, rừng rậm bao quanh.
Các điểm tham quan ở Lubrza gồm: nhà thờ Tân Romanesque lịch sử từ năm 1848, quảng trường họp chợ với tượng đài xe tăng, những điểm thuộc bức tường Ostwall. Vào mùa hè, làng tổ chức sự kiện ngoài trời Đêm hoa súng.
Các hoạt động mà du khách có thể dành thời gian tại Lubrza như: chèo thuyền trên sông Rakownik, đi bộ và đi xe đạp trong rừng hay dọc theo bờ hồ Goszcza và Lubie, bơi lặn, chạy định hướng, chạy xe địa hình, zip line, bắn súng thể thao. Ngoài ra, có thể câu cá quanh năm. Mùa thu có thể vào rừng hái nấm và nhặt quả cây bụi.

### Đường mònhiking
Làng có đường mòn hiking do Hiệp hội du lịch và tham quan Ba Lan (Polskie Towarzystwo Turystyczno-Krajoznawcze  - PTTK) xây dựng và 5 con đường do chính quyền xã và các tổ chức địa phương tự đứng ra:
- Đường từ Nietkowice tới Boryszyn, mã PTTK LB-3054-n, dài 50 km.[118] Đường chạy qua hầu hết các điểm thuộc MRU, từ sông Oder đến Boryszyn.[119]
- Đường đi bộ và đạp xe Hoa Súng dài 8 km (Lubrza, hồ Lubie, Nowa Wioska, hồ Goszcza). Đường dựa trên đường rừng cũ đi qua hồ Lubie và Goszcza. Dọc theo đường này là tuyến đường sử dụng để đi bộ định hướng.[105]
- Đường mòn kayak Lubrza dài 15 km, mức độ dễ, chạy dọc theo sông Paklicą qua khóa nước 708 tại Lubrza, hồ Lubrza, Paklicko Wielkie, hồ Rudny, đến tường tu viện Paradyż.[105][120]
- Đường mòn hải ly nằm cách làng Lubrza khoảng 1,5 km trên đường đến Staropol, có thể nhìn thấy đập hải ly và cây cối bị chúng đốn hạ. Dọc đường có bảng thông tin chỉ dẫn cùng hệ thống cầu đi bộ bắc quavùng đất ngập nước.[62]
- Đường mòn công sự MRU – phần phía Nam chạy qua Lubrza, có hai điểm là Jaz 709 và Pz. W. 694.[105][120][121]
- Đường mòn đi bộ định hướng Pętla Boryszyńska dài 17 km (Lubrza – Pętla Boryszyńska – Boryszyn – Staropole – Lubrza) dọc theo sông Paklicko Wielki và sông Rakownik.[122]

## Tôn giáo

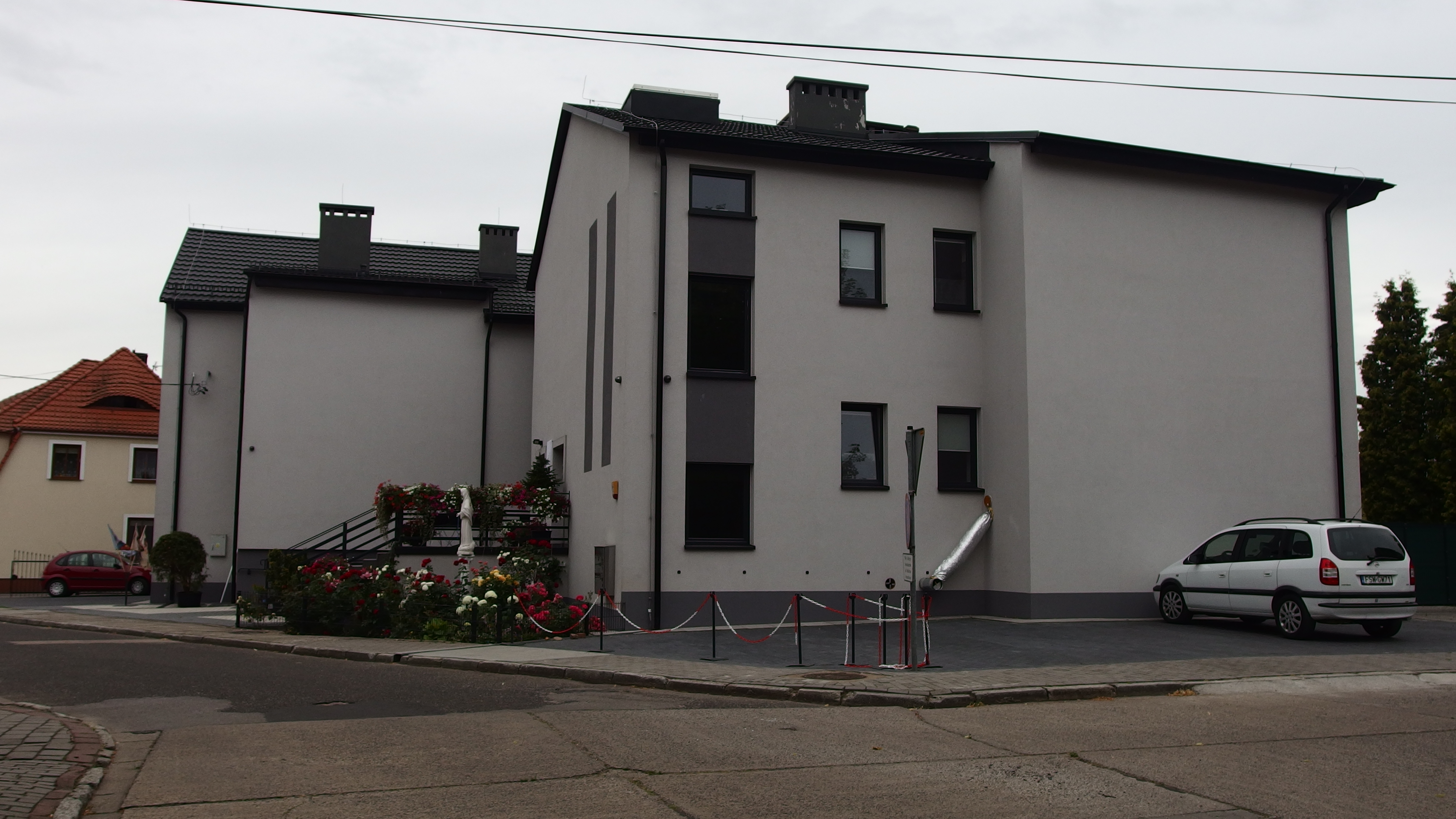
Nhà dòng Salêdiêng Đức Maria Nữ Vương Hòa Bình

Lubrza là trụ sở Giáo xứ Công giáo Thánh Gioan Tẩy Giả thuộc Giáo phận Zielona Góra-Gorzów. Các cơ sở Công giáo còn có Phong trào Đời Ánh sáng và Nguyện đường Thánh Gioan Bosco của dòng Salêdiêng. Năm 2018 khánh thành nhà dòng Salêdiêng Đức Maria Nữ Vương Hòa Bình. Nhà nghỉ dòng có sức chứa 50 giường.
Trước Chiến tranh thế giới thứ hai, người Đức ở đây chủ yếu theo Tin Lành. Năm 1910, có 701 người Tin Lành, 446 người Công giáo và một người Do Thái giáo sống tại Lubrza. Nhà thờ cổ Công giáo dựng năm 1776 đã bị thiêu rụi trong chiến tranh năm 1945. Do người Tin Lành rời Lubrza mà nhà thờ cổ Công giáo lại bị phá hủy và hoang phế, giáo xứ Công giáo trưng dụng lại nhà thờ Tin Lành xây năm 1884 còn sót lại. Năm 1945, nhà thờ được thánh hiến và đổi thành nhà thờ Công giáo. Giáo xứ Công giáo Lubrza được thành lập ngày 13 tháng 9 năm 1946, linh mục quản xứ đầu tiên là Cha Michał Kubacki thuộc dòng Salêdiêng.

## Thể thao

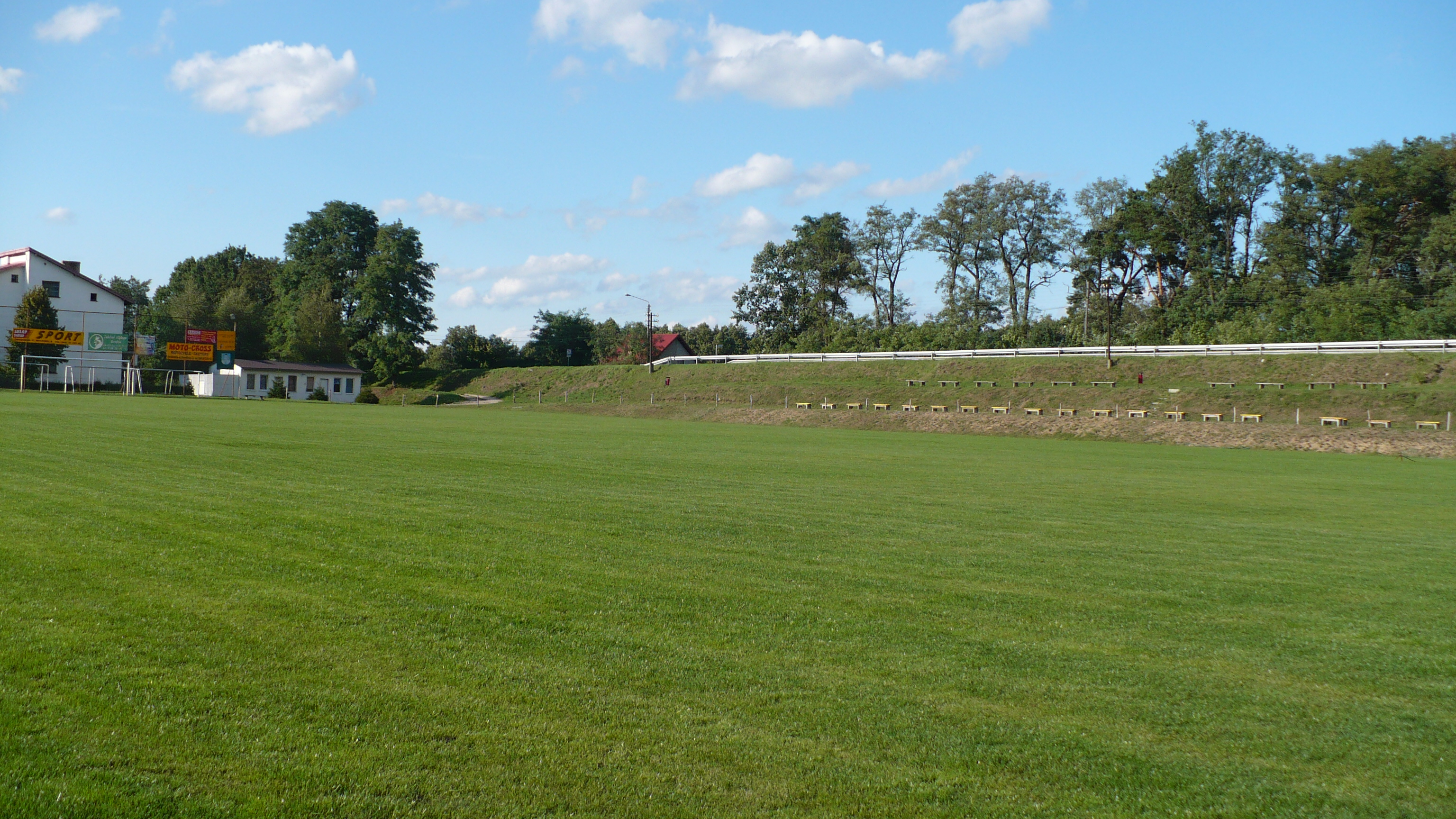
Sân vận động của đội bóng Zjednoczeni Lubrza

Lubrza có câu lạc bộ bóng đá "Zjednoczeni Lubrza" (United Lubrza - Lubrza thống nhất) thành lập năm 1965. Ban đầu đội bóng có tên Górnik Lubrza do được Mỏ than nâu ở Sieniawa tài trợ. Trong những năm đầu tiên, câu lạc bộ chơi bóng tại sân Đức cũ trên đường Klasztorna. Năm 1968, câu lạc bộ đổi tên như ngày nay cùng với việc ra mắt sân vận động mới tại Nowa Wioska, biểu tượng cho việc thống nhất hai thị trấn. Năm 1976, đội không tham gia thi đấu nữa. Năm 1982, đội bóng tái thi đấu, sử dụng sân vận động gần trường tiểu học lúc bấy giờ. Năm 2001–2020, câu lạc bộ 9 lần chơi tại giải hạng A và 10 lần tại giải cấp huyện. Năm 2020, đội xuống hạng. Năm 2021, Zjednoczeni Lubrza chơi ở hạng B. Trang phục thi đấu là vàng và xanh lục. Câu lạc bộ còn tổ chức cả nơi chơi bóng ném.
Ngay cạnh trường tiểu học có phòng thể dục, vận động viên, học sinh sinh viên và toàn bộ cư dân xã Lubrza đều đến tập. Tháng 10 năm 2009 mở cửa tổ hợp sân thể thao Orlik 2012 tiếp giáp với trường tiểu học.